# Hubert Michel
Pour les articles homonymes, voir Michel.
Hubert Michel (né le 5 février 1960) est un écrivain français né en Bretagne.

## Œuvres
- Mes Péchés bretons (Ed. Nil, 2007)
- Poulpe Fiction (Ed. Baleine coll. Le Poulpe, 2005)
- J'ignore ce que me réserve encore mon passé (Ed. Le Dilettante, 2004)
- Tout s'avale (Ed. Le Dilettante, 2002)
- Requiem pour une huître (Ed. Le Dilettante, 2000)